# Neurothemis terminata
Neurothemis terminata – gatunek ważki z rodziny ważkowatych (Libellulidae).